# L'imprudente fortunato
L'imprudente fortunato és una òpera en dos actes composta per Domenico Cimarosa. S'estrenà al Teatro Valle de Roma el carnestoltes de 1797.